# Potenza Sport Club 1961-1962
Questa voce raccoglie le informazioni riguardanti il Potenza Sport Club nelle competizioni ufficiali della stagione 1961-1962.

## Stagione
Il neopromosso Potenza affronta la stagione 1961-62 nel girone C della Serie C, nel quale arriva al terzo posto in classifica con 40 punti, dietro al Foggia Incedit primo con 45 punti promosso in Serie B, ed al Lecce secondo con 42 punti.

## Rosa
| N. |                   | Ruolo | Calciatore        |
| -- | ----------------- | ----- | ----------------- |
|    | Italia (bandiera) | C     | Stelvio Attili    |
|    | Italia (bandiera) | P     | Paolo Cioni       |
|    | Italia (bandiera) | C     | Mario De Grassi   |
|    | Italia (bandiera) | A     | Vincenzo Ferrulli |
|    | Italia (bandiera) | A     | Giancarlo Filini  |
|    | Italia (bandiera) | C     | Franco Flori      |
|    | Italia (bandiera) | C     | Antonio Lenuzza   |
|    | Italia (bandiera) | C     | Antonio Marangi   |
|    | Italia (bandiera) | D     | Giuseppe Mascia   |

| N. |                   | Ruolo | Calciatore           |
| -- | ----------------- | ----- | -------------------- |
|    | Italia (bandiera) | P     | Luciano Masiero      |
|    | Italia (bandiera) | C     | Luigi Masperi        |
|    | Italia (bandiera) | C     | Andrea Nesti         |
|    | Italia (bandiera) | C     | Sergio Quaiattini    |
|    | Italia (bandiera) | D     | Massimiliano Santoni |
|    | Italia (bandiera) | D     | Rosario Spanò        |
|    | Italia (bandiera) | D     | Paolo Vaini          |
|    | Italia (bandiera) | A     | Roberto Vannucci     |
|    | Italia (bandiera) | A     | Leardo Viacava       |